# William Junior Lecerf
William Junior Lecerf (Kapellen, 15 ottobre 2002) è un ciclista su strada belga che corre per il team Soudal Quick-Step. È professionista dal 2024.

## Palmarès

### Strada
- 2019 (Juniores)

Grand Prix Philippe Phalempin
- 2023 (Soudal Quick-Step Devo Team, una vittoria)

Giro di Lombardia Under-23
- 2024 (Soudal Quick-Step, una vittoria)

4ª tappa Tour du Rwanda (Karongi > Rubavu)
- 2025 (Soudal Quick-Step, due vittorie)

2ª tappa Giro della Repubblica Ceca (Pardubice > Dlouhé Stráně)
Classifica generale Giro della Repubblica Ceca

#### Altri successi
- 2022 (Lotto-Soudal U23)

Eizer-Overijs
- 2023 (Soudal Quick-Step Devo Team)

Klimkoers Herbeaumont U23
Memorial Igor Decraene U23
- 2024 (Soudal Quick-Step)

Classifica giovani AlUla Tour
1ª tappa Tour du Rwanda (Kigali > Kigali, cronosquadre)
- 2025 (Soudal Quick-Step)

Classifica a punti Giro della Repubblica Ceca

### Ciclocross
- 2018-2019 (Juniores)

Grand Prix Garage Collé
- 2019-2020 (Juniores)

Vlaamse Druivencross, Juniores

## Piazzamenti

### Grandi Giri
- Vuelta a España

2024: 44°

### Classiche monumento
- Liegi-Bastogne-Liegi

2024: ritirato
- Giro di Lombardia

2024: 99°

### Competizioni mondiali
- Campionati del mondo

Zurigo 2024 - In linea Under-23: 17°